# Hartland (hrabstwo Windsor)
Hartland – jednostka osadnicza w Stanach Zjednoczonych, w stanie Vermont, w hrabstwie Windsor.